# Антрацит (город)
Антраци́т (укр. Антрацит; до 1962 года — Боково-Антрацит) — город областного подчинения в Луганской области Украины. C весны 2014 года контролировался управляемой из России марионеточной Луганской Народной Республикой. В настоящее время под российской оккупацией.

## Общие сведения
Входит в Антрацитовский городской совет, которому подчинены поселки: Боково-Платово, Верхний Нагольчик, Дубовский, Крепенский, Щётово, Каменный, Шахта Центральная. Административный центр Антрацитовского района, но в его состав не входит.

## География
Город находится на южных склонах северо-восточной части Донецкого кряжа в 70 км на юго-запад от Луганска, 130 км на северо-восток от Донецка, на автостраде Харьков — Ростов-на-Дону. Город лежит в живописной степной местности, изрезанной балками, буграми, речушками, недалеко от границы с Россией.
Имеются небольшие речки, такие как Нагольчик, приток реки Нагольной (бассейн Миуса), что берёт начало в северо-восточных окрестностях города. Также имеются искусственно созданные водоемы (например, Живановский пруд на северо-восточной границе города) и подземные озера.
Соседние населённые пункты: посёлки Боково-Платово (примыкает) на западе, Крепенский на юго-западе, Верхний Нагольчик на юге, Дубовский на юго-востоке, сёла Леськино, Рафайловка, Чапаевка на востоке, Зелёный Курган и посёлки Каменное на северо-востоке, Щётово, Колпаково, Степовое на севере, Мельниково, Христофоровка на северо-западе.

### Климат
Климат — умеренно континентальный. Лето жаркое, сухое; средняя температура июля от +23,0 °C; средняя температура января от −6 °C. Осадков за год выпадает в диапазоне 150—320 мм, это количество сильно варьирует от года к году. Зимой возможны как сильные оттепели, так и сильные морозы до —20 °C, с рекордом в —40 °C. Из-за относительно тёплых зим, частых оттепелей и сильных степных ветров высота снежного покрова в городе и его окрестностях в среднем составляет всего 6—9 см и редко превышает 11 см. Из-за того, что снежный покров нестойкий, земля промерзает на глубину от 0,7 до 1 м.

## Население
| 2013   | 2021    |
| ------ | ------- |
| 54 640 | ↘52 353 |

| 1959   | 1989   | 1991   | 2004   | 2013   | 2019   |
| ------ | ------ | ------ | ------ | ------ | ------ |
| 24 462 | 71 655 | 73 000 | 61 600 | 54 640 | 52 749 |

## История
Своему имени и развитием город обязан антрациту из месторождений Донецкого каменноугольного бассейна.
Населённый пункт возник в конце XIX века у небольшой угольной шахты Гаевского, открытой в 1895 году.
В 1904 году построена шахта «Рудник Боковский антрацит», в 1912 году — рудник № 3 Кольберга.
В ноябре 1917 года здесь была установлена Советская власть, но в апреле 1918 года рудники были оккупированы немецкими войсками, которые оставались здесь до декабря 1918 года, в дальнейшем местность оказалась в зоне боевых действий гражданской войны.
Весной 1919 года из шахтёров Боковского рудника был сформирован отряд И. Н. Толстоусова (в дальнейшем преобразованный в 370-й стрелковый полк 42-й стрелковой дивизии РККА).
В январе 1920 года здесь была восстановлена Советская власть, в 1920 году поселение получило название Боково-Антрацит.
После начала индустриализации развитие угольной промышленности ускорилось, в июне 1936 года посёлок Боково-Антрацит стал районным центром.
3 октября 1936 года здесь началось издание районной газеты.
28 октября 1938 года в результате объединения шахтёрских посёлков возник город районного подчинения Боково-Антрацит.
В ходе Великой Отечественной войны бои на подступах к городу продолжались с ноября 1941 до июля 1942 года, в обороне города вместе с военнослужащими 395-й стрелковой дивизии РККА участвовали многие местные жители (5 жителей города стали Героями Советского Союза, 7100 были награждены орденами и медалями). С 18 июля 1942 года по 19 февраля 1943 года город был оккупирован немецкими войсками, здесь действовал Боково-Антрацитовский партизанский отряд под командованием И. Е. Воропаева.
20 февраля 1943 года освобождён советскими войсками 3-й гвардейской армии Юго-Западного фронта в ходе наступления на сталинском (донецком) направлении — 50-я гвардейская стрелковая дивизия (генерал-майор А. И. Белов) 14-го стрелкового корпуса (генерал-майор Ф. Е. Шевердин).
После окончания боевых действий город был восстановлен, в соответствии с четвёртым пятилетним планом восстановления и развития народного хозяйства СССР началось его озеленение и благоустройство. По состоянию на начало 1950 года здесь действовали завод по ремонту шахтного оборудования, школа горно-промышленного ученичества, средняя школа, Дворец культуры, а также несколько клубов и культурно-просветительских учреждений.
30 декабря 1962 года Боково-Антрацит стало городом областного подчинения Антрацит. При этом к нему был присоединены посёлки городского типа Рудничный, Центрально-Боковский и Шахтёрский.
В 1967 году был построен спортивный комплекс треста «Антрацит».
По состоянию на начало 1970 года здесь действовали обогатительная фабрика, завод по ремонту горно-шахтного оборудования, завод по производству шлакоблоков и асфальта, завод крупнопанельного домостроения, несколько предприятий пищевой промышленности, горный техникум, музей революционной, боевой и трудовой славы.
В 1970 году был заложен городской парк «Дружба» (создание которого было завершено в 1977 году).
В 1971 году было принято решение о газификации города, реализованное в 1972—1975 гг.
В 1978 году здесь действовали предприятий угольной промышленности, головное предприятие производственного объединения «Ворошиловградуглеремонт», завод по производству тракторных запчастей, завод сборных теплиц, домостроительный комбинат, районное объединение «Сельхозтехника», несколько предприятий пищевой и лёгкой промышленности, комбинат бытового обслуживания, горный техникум, 5 ПТУ, 32 общеобразовательные, одна музыкальная и одна спортивная школа, 36 лечебных учреждений, три Дворца культуры, два кинотеатра, 10 клубов, 48 библиотек и отделение Ворошиловградского краеведческого музея.
В мае 1995 года Кабинет министров Украины утвердил решение о приватизации в течение 1995 года Антрацитовского телевизионного завода «Кристалл», Антрацитовского завода «Титан», Антрацитовского домостроительного комбината, АТП 10918 и АТП 10962, завода «Радист», городского управления жилищно-коммунального хозяйства и управления теплосетей ПО «Антрацит».
В октябре 1995 года Кабинет министров Украины утвердил решение о приватизации дворца культуры ПО «Антрацит» и спортивного комплекса ПО «Антрацит».
В 2004 году здесь действовали три обогатительные фабрики, несколько машиностроительных предприятий (изготавливавших компрессоры, запасные части для горно-шахтного оборудования и сельскохозяйственной техники, трубы и иные металлоизделия) и несколько предприятий пищевой промышленности. Основой экономики города являлась добыча каменного угля.
В мае 2008 года в результате удара молнии сгорела городская школа.
В сентябре 2011 года Кабинет Министров Украины разрешил Министерству энергетики и угольной промышленности Украины закрыть шахту «Крепинская».

## Культура и спорт
В городе существует ряд ансамблей, танцевальных коллективов, кружков: школа танца «Улыбка», театр-шоу «Звёздная Страна», студия театра «Импульс». Танцевальный коллектив ПолонДом.
Активно развиваются боксёрский клуб «Юность» и секция смешанных боевых единоборств (MMA), которые расположены в спорткомплексе. На территории ДЮСШ действует секция тайского бокса. В ДК им. Ленина расположена школа изобразительного искусства им. Э. Д. Анищенко.

## Руководство
В городском совете работают 46 депутатов. Создано 6 постоянных комиссий: по вопросам регламента и депутатской этики; бюджетная; промышленности, транспорта и связи; по вопросам бытового и жилищно-коммунального обслуживания; по вопросам земельных отношений, градостроительства; образования, культуры, здравоохранения и спорта.

## Экономика
В городе развиты: добыча каменного угля; имеются предприятия по ремонту горно-шахтного оборудования; предприятия пищевой и легкой промышленности и другие. Филиал Луганского автосборочного завода. Центральная обогатительная фабрика «Нагольчанская».
- ГП «Антрацит» — градообразующее предприятие
- ООО «Булат-Профиль» — завод кровельных и фасадных материалов, производит профнастил, металлочерепицу.
- ООО «Пневматика» — предприятие машиностроительной отрасли. Изготавливает компрессорные станции нового поколения, широко применяемые в различных отраслях экономики.
- ООО "Фирма «Термо» является составной частью ООО «Термо». Специализируется на выпуске котлов и горелок инфракрасного излучения.
- ГХК «Луганскуглеремонт» и Антрацитовский ремонтно-механический завод специализируются на выпуске отдельных видов оборудования для угольных шахт.
- СО «Славсант» — совместное украинско-российско-английское общество с ограниченной ответственностью, специализируются на производстве стальных труб.

## Образование
Систему школьного образования в городе составляют 25 общеобразовательных учреждений. Среди них 8 учреждений нового типа: гимназия, лицей, спецшкола с углубленным изучением иностранных языков, 5 учебно-воспитательных комплексов; 14 дошкольных учреждений, 2 школы-интерната, музыкальная и детско-юношеская спортивная школы, 4 внешкольных учреждения, 3 профтехучилища, 2 профессионально-технических лицея, приют для несовершеннолетних «Аннушка», Антрацитовский колледж информационных технологий и экономики, медицинское училище, факультет горного дела и транспорта Восточноукраинского национального университета имени В. Даля. Юные антрацитовцы имеют возможность отдохнуть в загородных лагерях «Соловьиная роща», и «Лесные просторы».

## Транспорт
На территории города расположены железнодорожные станции Антрацит, Щётово, Червоная Поляна, Карахаш Донецкой железной дороги и международная автостанция.
Городской транспорт представлен автобусами и маршрутными такси. До 2017 года в городе работала троллейбусная система.

## Топографические карты
- Лист карты M-37-139 Антрацит. Масштаб: 1 : 100 000. Состояние местности на 1989 год. Издание 1993 г.